# Hemeraia
Hemeraia ist eine südamerikanische Buntbarschgattung aus der Gattungsgruppe Geophagini. Die Gattung wurde erst Mitte 2023 durch vier südamerikanische Ichthyologen und ihrem schwedischen Kollegen S. O. Kullander neu eingeführt. Vorher gehörten die in Hemeraia gestellten Arten zur Gattung Crenicichla. Es gibt zwei Arten, von denen eine (Hemeraia hemera) im Stromgebiet des Rio Aripuanã und die andere (H. chicha) im Einzugsgebiet des Rio Juruena, einem Quellfluss des Rio Tapajós vorkommt.

## Merkmale
Wie alle Hechtbuntbarsche haben die Hemeraia-Arten einen hechtartig langgestreckten Körper. Die Anzahl der Wirbel ist hoch und es sind mehr Rumpf- als Schwanzwirbel vorhanden oder ihre Anzahl ist gleich, während es bei den meisten anderen Buntbarschgattungen umgekehrt ist. Hemeraia-Arten sind mittelgroße Hechtbuntbarsche und erreichen eine Standardlänge von 13,8 bis 23,2 Zentimeter. Ihre Bauchflossen sind kurz und abgerundet. Der zweite Flossenstrahl ist der längste; er reicht aber nicht bis zur Genitalpapille. Auf den Körperseiten sind die mit Kammschuppen versehenen Bereiche kleiner als bei anderen Hechtcichliden. Stattdessen sind die mit Rundschuppen bedeckten Regionen ausgedehnter. Der Rand des Präoperculums ist glatt. Die Infraorbitalia 4 und 5 (Knöchelchen unterhalb der Augenhöhle) sind zusammengewachsen und mit einer mittigen Sinnespore versehen. Verglichen mit Lugubria haben Hemeraia-Arten weniger Schuppen in einer Reihe entlang des Rumpfes. Von Saxatilia unterscheidet sich Hemeraia durch das Fehlen eines dunklen Flecks oberhalb der Brustflossenbasis. Bei ausgewachsenen H. hemera ist jedoch ein dunkler Fleck vor der Brustflossenbasis vorhanden. Die Gattung Teleocichla, bei der die Infraorbitalia 4 und 5 ebenfalls zusammengewachsen sind und der Rand des Präoperculums ebenfalls glatt ist, unterscheidet sich von Hemeraia unter anderem durch das unterständige Maul und verschiedene Anpassungen an das Leben in strömungsreichen Gewässern.

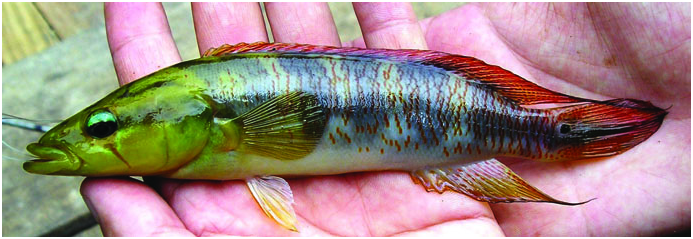
Hemeraia chicha

## Arten
Zur Gattung Hemeraia gehören die folgenden Arten:
- Hemeraia chicha (Varella, Kullander & Lima, 2012)
- Hemeraia hemera (Kullander, 1990)